# نيك مارتينيلي
نيك مارتينيلي (بالإنجليزية: Nick Martinelli)‏ هو منتج أسطوانات وملحن أمريكي، ولد في 5 يوليو 1952.

## روابط خارجية
- نيك مارتينيلي على موقع ميوزك برينز (الإنجليزية)
- نيك مارتينيلي على موقع أول ميوزيك (الإنجليزية)
- نيك مارتينيلي على موقع ديسكوغز (الإنجليزية)